# Ilse Aichinger
Ilse Aichinger, född 1 november 1921 i Wien, död 11 november 2016 i Wien, var en österrikisk författare. Hon är en betydande representant för den tyskspråkiga efterkrigstidens litteratur.

## Biografi
Ilse Aichingers mor var läkare och hennes far var lärare. Föräldrarna skilde sig 1927 och hon uppfostrades därefter delvis av sin mormor. Efter Anschluss 1938 blev familjen, som var av judisk börd, förföljd. Ilses tvillingsyster kunde fly till England. Modern blev avskedad men klarade sig från omedelbar deportering till läger eftersom hon hade en dotter som var, med nazistisk terminologi, "blandras" (ty. Mischling). Modern överlevde kriget men hennes syskon, liksom mormodern, mördades av nazisterna. 
Efter kriget studerade Ilse Aichinger medicin och skrev sin delvis självbiografiska debutroman "Die größere Hoffnung" (Det större hoppet). Hon arbetade samtidigt som lektör för bokförlaget S. Fischer Verlag, och var medlem av Art-Club. 1951 blev hon för första gången inbjuden till Gruppe 47. Ett år senare vann hon gruppens pris för sin roman "Spiegelgeschichte" (Spegelhistoria).
1953 gifte hon sig med författarkollegan Günter Eich (1907–1972). Paret fick två barn. Sedan mitten av 1980-talet levde Aichinger åter i Wien, där hon efter ett längre uppehåll återupptog sitt författarskap i mitten av 1990-talet.

## Priser och utmärkelser
- Gruppe 47:s litteraturpris 1952
- Nelly Sachs Pris 1971
- Georg-Trakl-Preis 1979
- Petrarcapriset 1982
- Franz-Kafka-Preis 1983
- Großer Literaturpreis der Bayerischen Akademie der Schönen Künste 1991
- Großer Österreichischer Staatspreis 1995